# Hygrochroa vistana
Hygrochroa vistana är en fjärilsart som beskrevs av William Schaus 1939. Hygrochroa vistana ingår i släktet Hygrochroa och familjen silkesspinnare. Inga underarter finns listade i Catalogue of Life.